# Sierra Nevada de Santa Marta
La Sierra Nevada de Santa Marta è un massiccio montuoso (grande come il Veneto), della Colombia settentrionale. (17.000 chilometri quadrati).
Il territorio della Sierra Nevada è un parco naturale colombiano ed è distribuito tra i dipartimenti di Magdalena, Cesar, e La Guajira.
La montagna più alta della Sierra Nevada è il Pico Cristóbal Colón, di 5.775 m s.l.m., subito seguita dal Picco Simón Bolívar, di 5.774 m s.l.m., proprio appena un metro di meno.
Il massiccio è il più alto del mondo vicino al mare. (Solo 42 km in linea d'aria)
All'interno della Sierra Nevada vivono 4 popoli indigeni: I Kogui, gli Arzario, i Wiwa e gli Ika o Aruhakos.
Su queste montagne si trovano le sorgenti di vari fiumi, fra i quali il Rancheria.